# Vanda devoogtii
Vanda devoogtii är en orkidéart som beskrevs av Johannes Jacobus Smith. Vanda devoogtii ingår i släktet Vanda och familjen orkidéer.
Artens utbredningsområde är Sulawesi. Inga underarter finns listade i Catalogue of Life.